# La Chapelle-Agnon
Pour les articles homonymes, voir La Chapelle.
La Chapelle-Agnon est une commune française, située dans le département du Puy-de-Dôme en région Auvergne-Rhône-Alpes. Les habitants sont les Chapeloux et les Chapelouses.

## Géographie

### Localisation
| Tours-sur-Meymont | Saint-Gervais-sous-Meymont | Marat     |
| Cunlhat           | La Chapelle-Agnon          | Bertignat |
|                   | Saint-Amant-Roche-Savine   | Grandval  |

### Climat
Pour des articles plus généraux, voir Climat d'Auvergne-Rhône-Alpes et Climat du Puy-de-Dôme.
En 2010, le climat de la commune est de type climat des marges montargnardes, selon une étude du Centre national de la recherche scientifique s'appuyant sur une série de données couvrant la période 1971-2000. En 2020, Météo-France publie une typologie des climats de la France métropolitaine dans laquelle la commune est exposée à un climat de montagne ou de marges de montagne et est dans la région climatique Nord-est du Massif Central, caractérisée par une pluviométrie annuelle de 800 à 1 200 mm, bien répartie dans l’année.
Pour la période 1971-2000, la température annuelle moyenne est de 9,6 °C, avec une amplitude thermique annuelle de 16,1 °C. Le cumul annuel moyen de précipitations est de 1 079 mm, avec 12,1 jours de précipitations en janvier et 8,6 jours en juillet. Pour la période 1991-2020, la température moyenne annuelle observée sur la station météorologique de Météo-France la plus proche, « Cunlhat », sur la commune de Cunlhat à 6 km à vol d'oiseau, est de 10,1 °C et le cumul annuel moyen de précipitations est de 1 010,2 mm,. Pour l'avenir, les paramètres climatiques de la commune estimés pour 2050 selon différents scénarios d'émission de gaz à effet de serre sont consultables sur un site dédié publié par Météo-France en novembre 2022.

## Urbanisme

### Typologie
Au 1er janvier 2024, La Chapelle-Agnon est catégorisée commune rurale à habitat très dispersé, selon la nouvelle grille communale de densité à sept niveaux définie par l'Insee en 2022.
Elle est située hors unité urbaine. Par ailleurs la commune fait partie de l'aire d'attraction d'Ambert, dont elle est une commune de la couronne,. Cette aire, qui regroupe 29 communes, est catégorisée dans les aires de moins de 50 000 habitants,.

### Occupation des sols
L'occupation des sols de la commune, telle qu'elle ressort de la base de données européenne d’occupation biophysique des sols Corine Land Cover (CLC), est marquée par l'importance des forêts et milieux semi-naturels (58,3 % en 2018), en diminution par rapport à 1990 (59,9 %). La répartition détaillée en 2018 est la suivante : 
forêts (58,3 %), prairies (36,6 %), zones agricoles hétérogènes (5,1 %). L'évolution de l’occupation des sols de la commune et de ses infrastructures peut être observée sur les différentes représentations cartographiques du territoire : la carte de Cassini (XVIIIe siècle), la carte d'état-major (1820-1866) et les cartes ou photos aériennes de l'IGN pour la période actuelle (1950 à aujourd'hui).

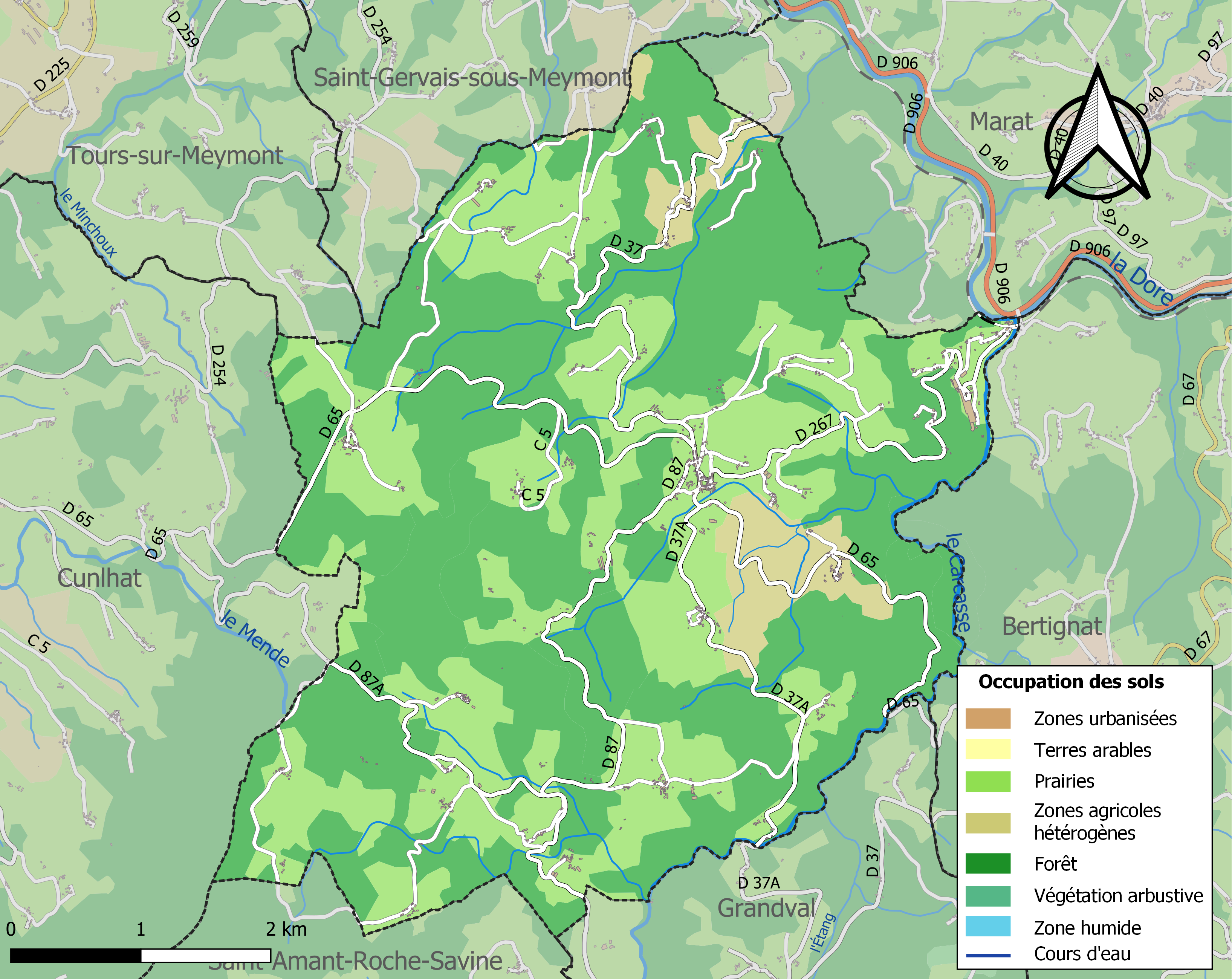
Carte des infrastructures et de l'occupation des sols de la commune en 2018 (CLC).

### Lieux-dits et écarts
Les Arcis, la Barcanie, le Barissal, les Barlands, la Bâtisse, le Beaudonnat, le Bois, Bosson, Bouffarik, le Bouinat, le Bourg, Celeyre, Chabanne, Chante Oiseau, Chaumeix, Charobert, le Clovergeat, la Collange, le Colombier, la Côte , Lacost, la Croix du Tertre, le Cros Olagnier, le Crouhet, la Cure, Dousson-la-Rivière, Farges, Farnouze, Fayet, la Feuille, la Font, le Four, le Fraisse, la Gardette, la Gatherie, le Gay, Gerbaud, la Gilbertasse, la Goutte, Grangeroute, Gravier, Grolier, Hivernôge, Jallat, Lacoste, la Madeyre, le Mas de Farges, Mayet, le Montel, Montmy, les Mortains, le Moulin des Donnes (à cheval sur la commune de Grandval), l'Olagnière, Peyre Couche, Pommeyroux, Pont de David (à cheval sur la commune de Bertignat), les Pradelles, le Prat, le Pré neuf, le Rothomas, Sagnebelle, la Saroye, Tussigère, le Valentin, le Varrat (résidence de JC Garry), la Vialette, le Verdier.

## Toponymie
Son nom est aussi en auvergnat Là Chapelà Anhon (écriture auvergnate unifiée) ou La Chapela Anhon (graphies classique).

## Histoire
Au cours de la période révolutionnaire de la Convention nationale (1792-1795), la commune a porté les noms de Agnon, Agnon-Pierre-Blanche et Pierre-Blanche.

## Politique et administration

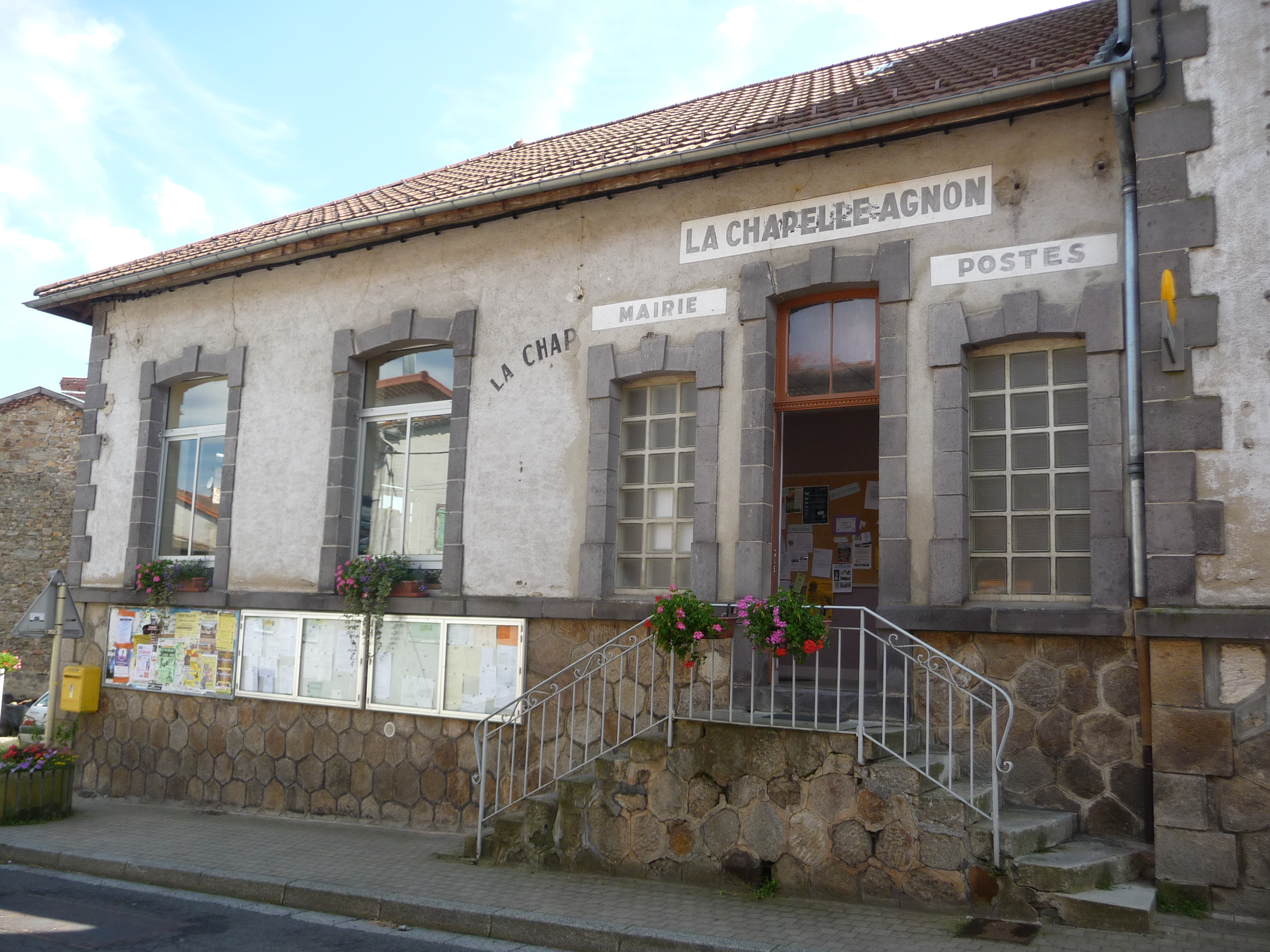
Mairie du village.

| Période                                  | Période      | Identité          | Étiquette | Qualité           |
| ---------------------------------------- | ------------ | ----------------- | --------- | ----------------- |
| Les données manquantes sont à compléter. |              |                   |           |                   |
| mars 2008                                | mars 2008    | Anne-Marie Perrin |           |                   |
| mars 2008                                | mars 2014    | Pierre Verholles  |           |                   |
| mars 2014 (réélue le 25 mai 2020)        | janvier 2025 | Fabienne Gachon   |           | Salariée agricole |
| janvier 2025                             | En cours     | François Collay   |           |                   |

## Population et société

### Démographie
L'évolution du nombre d'habitants est connue à travers les recensements de la population effectués dans la commune depuis 1793. Pour les communes de moins de 10 000 habitants, une enquête de recensement portant sur toute la population est réalisée tous les cinq ans, les populations de référence des années intermédiaires étant quant à elles estimées par interpolation ou extrapolation. Pour la commune, le premier recensement exhaustif entrant dans le cadre du nouveau dispositif a été réalisé en 2007.

En 2022, la commune comptait 351 habitants, en évolution de −1,68 % par rapport à 2016 (Puy-de-Dôme : +2,1 %, France hors Mayotte : +2,11 %).
| 1793  | 1800  | 1806  | 1821  | 1831  | 1836  | 1841  | 1846  | 1851  |
| ----- | ----- | ----- | ----- | ----- | ----- | ----- | ----- | ----- |
| 2 215 | 2 120 | 2 265 | 2 430 | 2 817 | 3 078 | 3 038 | 2 943 | 2 903 |

| 1856  | 1861  | 1866  | 1872  | 1876  | 1881  | 1886  | 1891  | 1896  |
| ----- | ----- | ----- | ----- | ----- | ----- | ----- | ----- | ----- |
| 2 763 | 2 717 | 2 742 | 2 634 | 2 514 | 2 505 | 2 235 | 2 067 | 1 890 |

| 1901  | 1906  | 1911  | 1921  | 1926  | 1931  | 1936  | 1946 | 1954 |
| ----- | ----- | ----- | ----- | ----- | ----- | ----- | ---- | ---- |
| 1 730 | 1 762 | 1 651 | 1 394 | 1 263 | 1 180 | 1 150 | 941  | 815  |

| 1962 | 1968 | 1975 | 1982 | 1990 | 1999 | 2006 | 2007 | 2012 |
| ---- | ---- | ---- | ---- | ---- | ---- | ---- | ---- | ---- |
| 690  | 619  | 581  | 511  | 449  | 419  | 396  | 393  | 384  |

| 2017 | 2022 | - | - | - | - | - | - | - |
| ---- | ---- | - | - | - | - | - | - | - |
| 346  | 351  | - | - | - | - | - | - | - |

## Culture locale et patrimoine

### Lieux et monuments

#### Patrimoine religieux

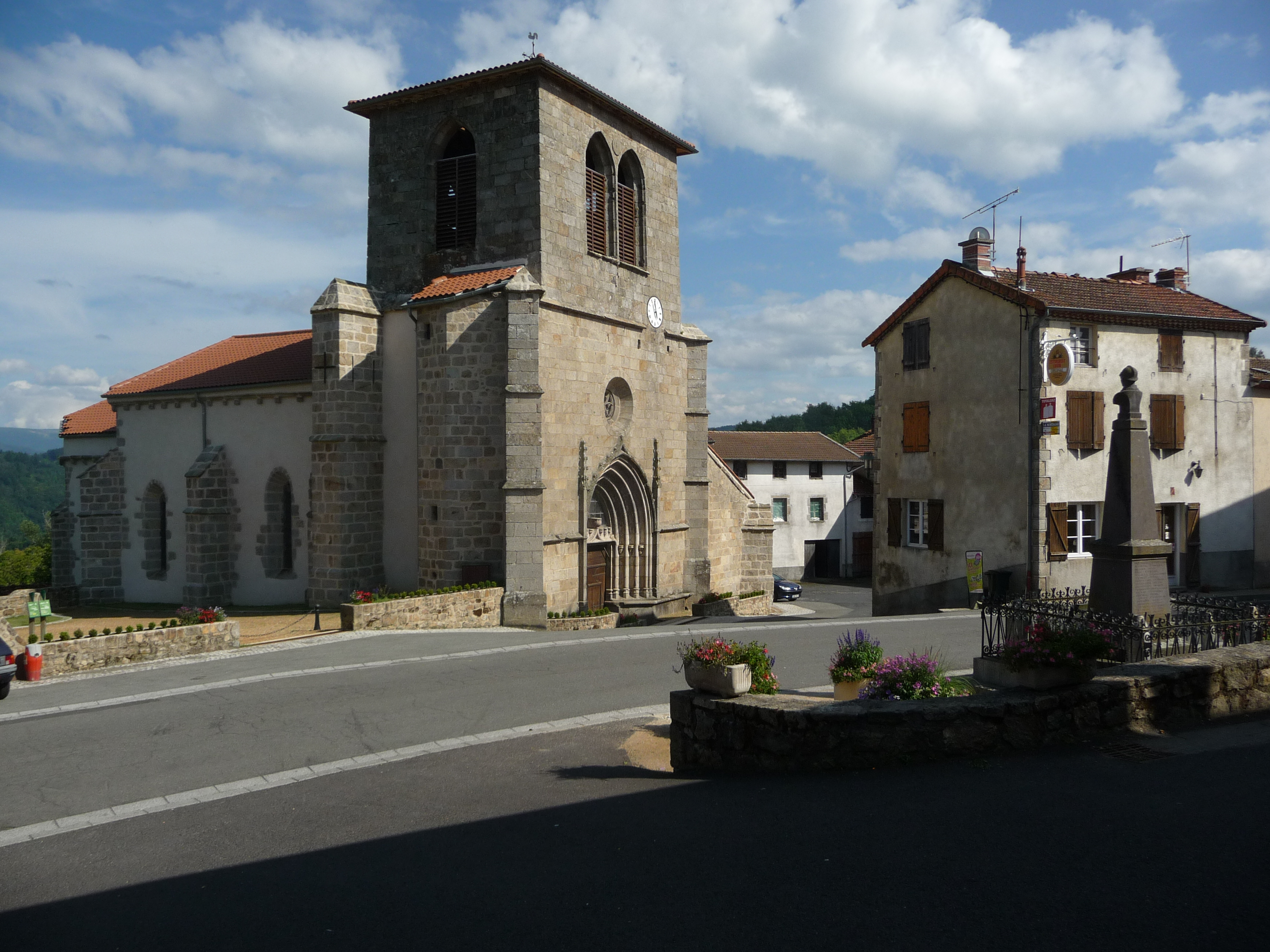
Église paroissiale, sur la place principale du village.

- Église paroissiale, des XIIe et XVe siècles (inscrite à l'Inventaire des monuments historiques le 23 juillet 1976)[22].

### Patrimoine naturel
- La commune de La Chapelle-Agnon est adhérente du parc naturel régional Livradois-Forez.

### Personnalités liées à la commune
- Lucien Gachon géographe, écrivain est né à la Guillerie, commune de la Chapelle-Agnon le 20 septembre 1894. Ses débuts littéraires furent patronnés par Henri Pourrat avec Maria en 1925 (réédité en 1968).

### Héraldique
| Blason de Chapelle-Agnon (La) | Blason  | Parti, au premier d'azur à la tour d'argent ajourée, ouverte et maçonnée de sable, au second, d'or au glaive de gueules. |
| Blason de Chapelle-Agnon (La) | Détails | Le statut officiel du blason reste à déterminer.                                                                         |